# Christoffer Johansen Lindenov
Christoffer Johansen Lindenov (død 15. april 1585[kilde mangler] på Drenderup), dansk lensmand.
Han var søn af Hans Johansen Lindenov til Fovslet og Berete Eriksdatter Rosenkrantz, og bror til Anders og Hans. 
Han har formentlig efter sine forældre arvet stor rigdom i rede penge; han kunne i alt fald gentagne gange forstrække kongen med store summer efter den tids forhold. Herfor havde han 1539-41 Holme Kloster på Fyn i pant, 1553-69 Kirkeby Len og 1560-64 Hindsgavl. Desuden var han fra 1542 i nogle år embedsmand på Koldinghus. Ved hoffet var han derfor ikke fremmed, og han blev kommanderet til at ledsage kongen på rejser i fyrstendømmerne, og 1561 var han og hans bror Hans blandt de adelsmænd, som skulle følge dronningen og frøken Dorothea til sidstnævntes bryllup i Celle med hertug Wilhelm af Braunschweig-Lüneburg-Celle. 
Han skrev sig til forskellige hovedgårde: Fovslet og Drenderup i Jylland, Østrupgård på Fyn (Sallinge Herred), Valbygård (nu Juellinge) på Sjælland og Ørtofte i Skåne.
Han var gift tre gange: Først med Margrethe Bille (født 28. februar 1525), datter af Claus Bille, anden gang med Ide Rantzau og sidste med Anne Johansdatter Bjørn, enke efter Henrik Bjørnsen.